# تابیتا اسمیت
تابیتا اسمیت (به انگلیسی: Tabitha Smith) یک شخصیت خیالی ابرقهرمان در کتاب‌های کامیک آمریکایی منتشر شده توسط مارول کامیکس است. شخصیت تابیتا اسمیث توسط نویسنده جیم شوتر و طراح آلن میلگروم خلق شده‌است که برای اولین بار در شمارهٔ ۵ جنگ‌های سری ۲ (نوامبر ۱۹۸۵) حضور پیدا کرد. او بعدها به عنوان یکی از اعضای گروه ایکس-فکتور ظاهر شد و اخیراً عضو گروه موج‌بعدی شده‌است. تابیتا از زمان اولین حضورش، از اسم رمزهای مختلفی شامل بمب ساعتی، بوم بوم، بومر و مِلت‌داون استفاده کرده‌است.

## داستان

### اوایل زندگی
تابیتا در روانوک، ویرجینیا به دنیا آمد. او در اولین حضور خود به عنوان نوجوانی عصیانگر اما عادی و دختر والدین مطلقه به تصویر کشیده شده‌است. قدرت جهش‌یافته تابیتا در ۱۳ سالگی آشکار می‌شود و والدین او بلافاصله انزجار خود را نشان می‌دهند، حتی پدرش او را کتک می‌زند. او با دادن نام مستعار «بمب ساعتی» از خانه فرار می‌کند و با موجودی کیهانی معروف به بیاندر آشنا می‌شود. او تابیتا را نزد چارلز اگزاویر، مدیر مدرسه جوانان با استعداد، که او را برای نبرد با فراتر از آن نادیده می‌گیرد، می‌آورد. درست قبل از اینکه او بخاطر این رد دوم خودکشی کند، فرد فراتر او را متوقف می‌کند، و او را با خود به سفر کیهانی می‌برد. بیاندر با سلستیال‌ها روبرو می‌شود، و به دستور او، تابیتا را به زمین برمی‌گرداند. او کمک می‌کند تا انتقام‌جویان در کمین بیاندر باشند. او وقتی می‌فهمد که بیاندر «تنها دوستش» خیانت کرده‌است، از میدان جنگ خارج می‌شود.